# Трио „Тенорите“
Трио „Тенорите“ е българско вокално оперно трио.

## История
Трио „Тенорите“ е създадено през 2010 г. по идея на Кирил Илиев. Включва в състава си Илиян Недев, Александър Господинов и Кирил Илиев. Репертоарът на триото е богат и съдържа класическа и поп, българска естрадна, възрожденска, рок, джаз и етно музика. Трио „Тенорите“ имат издадени три албума. Първият албум „Безкрайна хармония“ излиза на пазара през 2012 г. Класическото съдържание включва ариите – Nessun Dorma, Recondita Harmonia, La donna e mobile; неаполитанските канцонети – O sole mio, Torna Surriento, Mamma, Funiculi Funicula, La Danza; испанската Granada; мексиканската Cielito Lindo; както и популярната Наздравица от оп. „Травиата“. Вторият албум е озаглавен „Руска Класика“ се появява през 2013 г. Само по себе си заглавието на албума определя и неговото съдържание – руски класически романси, руски военни песни, руски народни песни, песни от съветски филми, измежду които „Очи чёрные“, „От зари до зари“, „Смуглянка“, „Калинка“, „Дорогой длинною“ и др.
С третия си албум от 2015 г. „Възрождение“ трио „Тенорите“ събират, аранжират и изпълняват най-популярните български възрожденски песни на едно място. „Вятър ечи, Балкан стене“, „Стани, стани, юнак балкански“, „Къде си вярна, ти, любов народна“, Откак се е зора, зазорила" са само част от заглавията в този прекрасен музикално-исторически продукт.
От 2014 г. трио „Тенорите“ започва и активна концертна дейност в страната и чужбина – над 75 български града, десетки села и редица държави в чужбина са били част от календара на популярните изпълнители.

## Биографии
Кирил Илиев е роден през 1979 г. в гр. Враца. Завършва средното си образование в родния си град през 1999 г. със специалност „музика“, след което продължава развитието си и завършва през 2004 г. Държавната музикална академия „Проф. Панчо Владигеров“ гр. София в класа по оперно пеене на проф. Нико Исаков.
Александър Господинов е роден на 12 март 1979 г. в град Варна. Завършва средно образование в Хуманитарна гимназия „Константин Преславски“ през май 1997 г. Завършва степен бакалавър през 2003 г. и степен магистър през 2004 г. в ДМА „Проф. Панчо Владигеров“ в класа на проф. Благовеста Карнобатлова. Лауреат на редица национални оперни конкурси.
Илиян Недев е роден на 21 септември 1982 г. в гр. Русе. От малък се занимава с пеене. Участва в хора на „Русенските момчета“. През 2008 г. завършва Държавна музикална академия „Проф. Панчо Владигеров“ в класа по оперно пеене на проф. Илка Попова. През 2006 г. завършва майсторски клас по оперно пеене при Райна Кабаиванска. Носител на редица награди от национални певчески конкурси.